# Víktor Klímov
Víktor Víktorovitx Klímov (en rus: Виктор Викторович Климов, en ucraïnès: Віктор Вікторович Клімов) (Simferòpol, 10 de desembre de 1964) va ser un ciclista soviètic. Com amateur va guanyar tres medalles, una d'elles d'or, als Campionats del Món en contrarellotge per equips. Com a professional, en el seu palmarès destaca una victòria a la París-Niça i el Trofeu Joaquim Agostinho.

## Palmarès
- 1984
  -  Campió de la Unió Soviètica en contrarellotge per equips
- 1985
  -  Campió del món en contrarellotge per equips (amb Vassili Jdanov, Igor Sumnikov i Alexandre Zinoviev)
  - Vencedor d'una etapa a la Settimana Ciclistica Bergamasca
- 1987
  -  Campió de la Unió Soviètica en contrarellotge per parelles (amb Vasyl Zhdanov)
  -  Campió de la Unió Soviètica en contrarellotge per equips
  - Vencedor d'una etapa a la Settimana Ciclistica Bergamasca
- 1988
  -  Campió de la Unió Soviètica en contrarellotge per equips
- 1989
  -  Campió de la Unió Soviètica en ruta
  -  Campió de la Unió Soviètica en contrarellotge per equips
  - Vencedor d'una etapa a la Volta a Cuba
- 1991
  - 1r al Trofeu Joaquim Agostinho
  - 1r al Memorial Manuel Galera
  - Vencedor d'una etapa a la París-Niça
  - Vencedor d'una etapa a la Volta a Galícia

### Resultats al Giro d'Itàlia
- 1990. 103è de la classificació general
- 1991. 34è de la classificació general
- 1992. 67è de la classificació general

### Resultats a la Volta a Espanya
- 1990. Abandona. Porta el mallot groc 5 dies
- 1991. Abandona
- 1992. 100è de la classificació general
- 1993. 36è de la classificació general